# Kari Ovaska
Tapio Kari Kustaa Ovaska, född 5 mars 1945 i Storå, död 15 juni 1995 i Helsingfors, var en finländsk skulptör. 
Ovaskas främsta motiv var den nakna kvinnofiguren i brons. Hans tidigare figurer var fetlagda och realistiska. Mot slutet av hans liv blev figurerna allt graciösare och spensligare. 